# Carlo Berruti
Carlo Berruti (Torino, 15 giugno 1881 – Nichelino, 18 dicembre 1922) è stato un sindacalista italiano, segretario del sindacato ferrovieri di Torino, trucidato durante la strage di Torino dagli squadristi fascisti guidati da Piero Brandimarte.

## Biografia
Entrò da giovanissimo nel movimento anarchico e si trasferì prima a Lione, poi a Londra e a Ginevra, dove collaborò con varie testate anarchiche. Ritornò poi a Torino dove fu assunto dalle Ferrovie.
Alle elezioni amministrative del 1920 fu eletto consigliere comunale nelle file del Partito Socialista, poi entrò nel Partito Comunista d'Italia diventando segretario del sindacato ferrovieri di Torino.
Il 18 dicembre 1922 fu catturato dagli squadristi mentre era al lavoro nella stazione di Porta Nuova, insieme al socialista Carlo Fanti, che però fu rilasciato davanti al Fascio torinese, mentre Berruti fu trasportato nelle campagne di Nichelino, vicino alla linea ferroviaria, e ucciso.
Furono testimoni dell'omicidio alcuni operai delle ferrovie, tra i quali il diciottenne comunista Gustavo Comollo, che in futuro diventerà un leader della Resistenza.
In seguito all'assassinio di Berruti i consiglieri socialisti si dimisero e nell'estate 1923 decadde la giunta di Riccardo Cattaneo, che fu l'ultimo sindaco di Torino eletto democraticamente fino a dopo la seconda guerra mondiale.
Oltre a piazza XVIII Dicembre, che ricorda tutte le vittime della strage del 1922, il comune di Torino ha dedicato alle vittime Carlo Berruti e Pietro Ferrero una via nel quartiere Lingotto (prosecuzione di Corso Tazzoli angolo Corso Unione Sovietica).